# Émile Récipon
Louis Émile Récipon, né le 18 octobre 1839 au Puy (Haute-Loire) et mort à Paris le 20 février 1895, est un homme politique français. Il est député des Alpes-Maritimes puis d'Ille-et-Vilaine sous la IIIe République.

## Biographie
Né de François Félix Récipon, marchand de dentelles, et de Marie Dorothée Gagnière, Louis Émile Récipon est négociant et industriel tanneur à Nantes, propriétaire de manufacture de cuir. La mort d'un de ses oncles, installé à Londres, le fait héritier d'une fortune considérable. Il possède de vastes propriétés dans département de la Loire-Inférieure.
D'abord conseiller municipal de Nantes en 1871 et vice-président du conseil d'arrondissement, maire de Sion-les-Mines (Loire-Inférieure), il se présente ensuite sans succès aux élections législatives de 1876 et de 1877, comme candidat républicain, dans la circonscription de Châteaubriant, face à César-Auguste Ginoux-Defermon.
Après l'invalidation du duc Louis Decazes dans les Alpes-Maritimes, il se fait élire député dans la circonscription de Puget-Théniers sous le patronage de Léon Chiris et d'Alfred Borriglione.
Membre de l'Union républicaine, il est réélu dans la même circonscription en août 1881. Également propriétaire dans l'Ille-et-Vilaine, il devient ensuite député d'Ille-et-Vilaine de 1885 à 1889, puis de 1893 à 1895.
Il était chevalier de la Légion d'honneur.
Il épouse la fille du diplomate Joseph Mollard (1833-1888). Une de ses enfants est Andrée Récipon, héroïne de la Résistance.

## Mandats
- Député des Alpes-Maritimes, 1878-1885.
- Député d'Ille-et-Vilaine, 1885-1889, 1893-1895.